# 水活性
水活性（Water Activity，又稱水分活度、水活度，簡寫Aw）指在密閉空間中，某食品的飽和蒸氣壓與相同溫度下純水的飽和蒸氣壓的比值，這個觀念跟相對濕度(relative humidity,RH)有關：相對溼度=100 x 水活性。
水活性所量度的是食品中自由水分子的多寡，自由水是指可以被微生物所利用，維持正常代謝活性，得以延續生長及繁殖的水，自由水越低環境對微生物的生長較為嚴苛。純水的水活性最高為1.0。由於僅有自由水能被微生物所利用，所以總水分含量無法詮釋食品在保藏利用性所代表的意義，食品在等溫吸濕曲線中吸濕與脫水過程並非為水活性的變化並非循原路徑回覆。
降低水活性為良好的食品保存方法，食品利用加工過程將水活性降低至0.6，可以抑制大部分非耐旱微生物生長，避免導致食品劣變或食品中毒事件發生。單一極端保存方法會造成食品嗜好性降低，常會搭配其他保存方法同時使用。